# تختة ها (مهر أباد)
تختة ها (بالفارسية: تخته‌ها) هي قرية تقع في إيران في قسم مهر أباد الريفي. يقدر عدد سكانها بـ 25 نسمة .